# البندقية القديمة
البندقية القديمة هو فيلم من نوع دراما وحربي أُصدر في 1975. الفيلم من توزيع يونايتد آرتيست، وهو من إخراج Robert Enrico ‏، أما السيناريو فكان من كتابة Robert Enrico ‏ وPascal Jardin ‏ وClaude Veillot ‏.
الفيلم مستوحى من مجزرة أورادور سور غلان في عام 1944.

## القصة
تقع أحداث الفيلم في فرنسا. وقصة الفيلم الرئيسية حول الحرب العالمية الثانية.

## طاقم التمثيل
- فيليب نويريه
- جين بويز [الإنجليزية]‏
- Madeleine Ozeray [الإنجليزية]‏
- أنطوان سان جون [الإنجليزية]‏
- خواكيم هانسن (ممثل صوت)
- Karl Michael Vogler [الإنجليزية]‏
- رومي شنايدر
- روبرت هوفمان

## الإنتاج
موسيقى الفيلم التصويرية كانت من تأليف François de Roubaix ‏.

## وصلات خارجية
- البندقية القديمة على موقع IMDb (الإنجليزية)
- البندقية القديمة على موقع روتن توميتوز (الإنجليزية)
- البندقية القديمة على موقع ألو سيني (الفرنسية)
- البندقية القديمة على موقع Turner Classic Movies (الإنجليزية)
- البندقية القديمة على موقع أول موفي (الإنجليزية)
- البندقية القديمة على موقع فيلمافينيتي (الإسبانية)
- البندقية القديمة على موقع قاعدة بيانات الأفلام السويدية (السويدية)
- البندقية القديمة على موقع قاعدة بيانات الفيلم (الإنجليزية)
- البندقية القديمة على موقع ليتربوكسد (الإنجليزية)
- البندقية القديمة على موقع كينوبويسك (الروسية)